# カリーノ・コニ
カリーノ・コニ（伊: Carino Coni）は、プレイセット プロダクツの中野シロウによるキャラクター。2004年に絵本として書籍化され、2014年にはテレビアニメ化された。

## 概要
イタリアの小さな村・カリーノ村に住む、野ウサギの男の子「コニ」をはじめとする動物キャラクターたちの物語である。
タイトルのカリーノ (carino) は「かわいい」、コニ (coniglio) は「野うさぎ」を意味する。
2004年10月にプチグラパブリッシングより書籍化された。ISBN 4-939102-70-X

## テレビアニメ
プレイセット プロダクツ (play set products) と制作プロダクション・ロボットによって製作され、2014年4月から9月まで放送された。10月からは「カリーノ・コニ アンコーラ」と名前を変え、再放送している。作画の一部も修正されている。

### 登場キャラクター
コニ（Coni）
主人公。森のハズレの一軒家に引っ越してきたウサギの子。極度の人見知りだけどさみしがりやという面倒くさい性格。いたずら好きでダンス大好き。踊りだすと周りが見えなくなる。考える前に思いつきのまま行動してしまうので、頻繁にトラブルになる。
トビー（Tobi）
コニの友達のねずみ。努力家で勤勉。清掃夫の仕事をしており、よく広場の時計台を磨いている。コニのいたずらや失敗のために毎回ひどい目にあう（特に1話では死にかけている）が全く怒らない。緊張状態でコニにおどかされた時はさすがに泣きだした。
ビアンカ（Bianca）
キツネの女の子。優しいトビーに惚れているが、毎回コニのデリカシーのない行動に邪魔され一向に上手くいかない。コニのいたずらに対して本気で怒るのは彼女だけである。
ファビオ（Fabio）
ビアンカの兄。おしゃれなイケメンのキツネだが妹にはダダ甘気味。ファッションデザイナーをしているらしく、染色アーティストのセルと取引がある。
ブルー（Blu）
メッセンジャーの青い鳥。一軒家に初めて入ったコニをいたずらでおどかして証拠写真を撮った。コニの両親も同じいたずらに引っかかったことがあるようで、同様の証拠写真が飾ってある。公式の紹介では「おせっかいおばちゃん」であるとされ、頻繁にコニの様子を見に来ている。
タオ（Tao）
とても重い甲羅を背負った無表情なカメ。話しかけても反応しないどころか、押しても引いても一向に歩みを止めない謎の存在。初めてコニと絡んだときは甲羅からロケットが出てきて飛んでいった。また、オレンジ祭りで相手のオレンジ攻撃をビームで返り討ちにしたことがある。
夜には巨大タオと無数のタオが空に打ち上げるが、驚いたのはコニだけで他の住民は花火を見るかのように楽しんでいた。
フランコ（Franco）
力自慢のクマ。大工道具を持ち歩いている。街中ではアイスの移動屋台を出していた。決めポーズで背後に炎のエフェクトがはいる、ショックを受けると雷のエフェクトがはいる、など表現豊か。
ビアンカに気があるようで、コニが写真を破るとキレてコニの家を解体しだした。
ハリー（Harry）
トビーの知り合いのハリネズミ。川岸にテントを張ってスナフキンのような生活をしている。普段は物静かだが、魂な曲を奏でるエレキ弾きのロッカー。背面ギターや歯ギターも使いこなす技巧派。
セル（Ser）
地下の洞窟にいる紫の大蛇。染色のアーティスト。
グーフォ（Gufo）
時計台にいるフクロウ。入ろうとするものに警告を与える。一話で時計台を壊されて以来いたずら好きのコニを特に警戒しているが、清掃夫のトビーなら入れる、と気付いたコニが「掃除に来た」と言ったため中に入れてしまい、また壊されるハメになる。
ロベルタ（Roberta）
ロベルト（Roberto）
コニの家族。

### 担当声優
それぞれ複数のキャラクターの声を演じている。
- 新井里美
- 藤村知可
- 関智一

### スタッフ
- 原作 - play set products / ROBOT[6]
- 企画 - 川崎由紀夫、加太孝明
- 監督・絵コンテ・演出 - アベユーイチ[6]
- シリーズ構成・脚本 - 広田光毅[6]
- キャラクターデザイン - 中野シロウ[6]
- 美術デザイン - サトウテン
- アニメーションディレクター - セドリック・エロール
- 音楽制作 - 山口真
- プロデューサー - 高林庸介→数野高輔、吉田雅尋、倉澤幹隆
- クリエイティブディレクター - 安藤岳史
- 製作 - テレビ東京、ROBOT
- Composite Supervisor - Koji Yamaguchi（山口幸治）

### 主題歌
「ピザ パスタ ピザ のうた」
作詞 - Nikkos Bifaro Vincanz、アベユーイチ / 作曲 - Nikkos Bifaro Vincanz、日本コロムビア / 歌 - MAYA & Z（第1 - 8話、第11 - 23話、第25・26話）、水木一郎（第9話）
MAYA & Z は、水木一郎とMAYAによるユニット。2014年6月18日に日本コロムビアより、主題歌を収録したCDが発売（規格品番 COCA-16886）。
「Pizza Pasta Pizza」
作詞・作曲・歌 - Nikkos Bifaro Vincanz（第10、20、24話）

### 各話リスト
| 話数   | サブタイトル                                                                               | 英題                                                               | 脚本     | 絵コンテ・演出 |
| ------ | ------------------------------------------------------------------------------------------ | ------------------------------------------------------------------ | -------- | -------------- |
| 第1話  | 引っ越してきタ〜ノ!!                                                                       | Moving House!!                                                     | 広田光毅 | アベユーイチ   |
| 第2話  | トビーに会っタ〜ノ!!                                                                       | I Met Tobi!!                                                       | 広田光毅 | アベユーイチ   |
| 第3話  | ぶるブルーナ〜ノ!!                                                                         | Fronzen Blu!!                                                      | 広田光毅 | アベユーイチ   |
| 第4話  | ビアンカ来タ〜ノ!!                                                                         | Bianca's Visit!!                                                   | 広田光毅 | アベユーイチ   |
| 第5話  | ひとりぼっちナ〜ノ!!                                                                       | All Alone!!                                                        | 広田光毅 | アベユーイチ   |
| 第6話  | ファビオ 大人ナ〜ノ!!                                                                      | Fabio Grows Up!!                                                   | 広田光毅 | アベユーイチ   |
| 第7話  | ふたりでサッカ〜ノ!!踊ってみタ〜ノ!!                                                       | Soccer For Two!!Dancing!!                                          | 広田光毅 | アベユーイチ   |
| 第8話  | 風船たのしイ〜ノ!!芽がデタ〜ノ!!トビー軽かっタ〜ノ!!トビー飛んダ〜ノ!!ジョギングしタ〜ノ!! | Balloon Fun!!Sprouts!!Tobi's Not So Heavy!!Tobi's Flies!!Jogging!! | 広田光毅 | アベユーイチ   |
| 第9話  | タオって何ナ〜ノ??                                                                         | What's A Tao??                                                     | 広田光毅 | アベユーイチ   |
| 第10話 | セルの洞窟ナ〜ノ!!                                                                         | Ser In The Cave!!                                                  | 広田光毅 | アベユーイチ   |
| 第11話 | 染色すごイ〜ノ!!びっくりしタ〜ノ!!ハリーのおみやげナ〜ノ!!                                 | The Artist!!Surprise!!Harry's Gift!!                               | 広田光毅 | アベユーイチ   |
| 第12話 | ハリーの魂（ソウル）ナ〜ノ!!                                                               | Harry's Soul!!                                                     | 広田光毅 | アベユーイチ   |
| 第13話 | トビーの一日ナ〜ノ!!                                                                       | A Typical Tobi Day!!                                               | 広田光毅 | 岩本晶         |
| 第14話 | パンケーキ焼ク〜ノ!!                                                                       | Pancakes!!                                                         | 広田光毅 | 岩本晶         |
| 第15話 | フランコの秘密ナ〜ノ!!                                                                     | Franco's Secret!!                                                  | 広田光毅 | アベユーイチ   |
| 第16話 | グーフォ見張ってル〜ノ!!                                                                   | Gufo On Guard!!                                                    | 広田光毅 | アベユーイチ   |
| 第17話 | トマト実っタ〜ノ!!またまた踊ってみタ〜ノ!!またコレ何ナ〜ノ??超びっくりしタ〜ノ!!           | A Tomato Grows!!Dancing Deux!!The Trauma!!Waking Up!!              | 広田光毅 | 岩本晶         |
| 第18話 | ビアンカおしゃれナ〜ノ!!ビアンカ独り言ナ〜ノ!!ビアンカおさそいナ〜ノ!!                     | Dressup!!Solo Bianca!!Going Out!!                                  | 広田光毅 | アベユーイチ   |
| 第19話 | 染色ごっこナ〜ノ!!ドライブ気分ナ〜ノ!!                                                     | Playing With Color!!The Drive!!                                    | 広田光毅 | 岩本晶         |
| 第20話 | ハリーの災難ナ〜ノ!!                                                                       | The Trouble With Harry!!                                           | 広田光毅 | 岩本晶         |
| 第21話 | ビアンカクッキー焼いタ〜ノ!!                                                               | Bianca's Cookie!!                                                  | 広田光毅 | アベユーイチ   |
| 第22話 | 耳は大事ナ〜ノ!!                                                                           | Ears!!                                                             | 広田光毅 | 岩本晶         |
| 第23話 | 突っ込みタイ〜ノ!!ゲームしたイ〜ノ!!空と遊びタイ〜ノ!!アイスあげる〜ノ!!また明日ナ〜ノ!!   | Fun With Coni & Tobi!!Board Games!!Skyplay!!Gelato!!Arrivederci!!  | 広田光毅 | アベユーイチ   |
| 第24話 | タオの夜ナ〜ノ!!                                                                           | Tao's Night!!                                                      | 広田光毅 | アベユーイチ   |
| 第25話 | ホームシックになっタ〜ノ!!                                                                 | Homesick!!                                                         | 広田光毅 | アベユーイチ   |
| 第26話 | オレンジ祭りナ〜ノ!!                                                                       | Orange Festival!!                                                  | 広田光毅 | アベユーイチ   |

### 放送局
| 放送地域   | 放送局     | 放送期間               | 放送日時                     |
| ---------- | ---------- | ---------------------- | ---------------------------- |
| 関東広域圏 | テレビ東京 | 2014年4月2日 - 10月1日 | 水曜 1:35 - 1:40（火曜深夜） |
| 日本全域   | GYAO!      |                        | 水曜 12:00 更新              |